# Archaeoglobus
Genre
Espèces de rang inférieur
- Archaeoglobus fulgidus
- Archaeoglobus infectus
- Archaeoglobus lithotrophicus
- Archaeoglobus profundus
- Archaeoglobus sulfaticallidus
- Archaeoglobus veneficus

Archaeoglobus est un genre d'archées de la famille des Archaeoglobaceae. On trouve ces archées sulfato-réductrices notamment dans les gisements pétroliers, dont elles contribuent à l'acidification du pétrole. Elles se développent à température élevée, de 60 à 95 °C, avec, pour A. fulgidus une température optimale de 83 °C. Ces archées couplent la réduction des sulfates SO42– en sulfures S2– avec l'oxydation de différents composés organiques, y compris des polymères complexes. A. lithotrophicus réduit ainsi les sulfates à l'aide d'hydrogène H2 et de dioxyde de carbone CO2, tandis qu’A. profundus réduit les sulfates avec de l'acétate CH3COO– et du CO2.
Le séquençage complet du génome d'A. fulgidus a révélé la présence d'un ensemble presque complet de gènes codant les enzymes de la méthanogenèse ; la fonction de ces gènes chez cette archée demeure cependant inconnue, d'autant que l'absence de méthyl-coenzyme M réductase rend impossible l'existence d'une méthanogenèse semblable à celle connue chez les autres méthanogènes. Ce génome est constitué d'un chromosome circulaire unique de 2 178 000 paires de bases, à peu près la moitié de la taille de celui d'E. coli. Un quart de ce génome code des protéines aux fonctions inconnues mais qui sont également exprimées chez d'autres archées telles que Methanocaldococcus jannaschii. Un autre quart code des protéines spécifiques aux archées. Ce génome contient de nombreuses duplications de gènes, mais les protéines dupliquées ne sont pas identiques. Ces duplications de gènes conduisent à un génome plus grand que celui de M. jannaschii. Un fait notable est qu'A. fulgidus ne contient aucune intéine là où M. jannaschii en a 18.
Les études génomiques comparatives permettent d'établir que les espèces du genre Archaeoglobus sont les plus proches parents des archées méthanogènes. Ce résultat est étayé par l'identification de dix protéines communes uniquement aux méthanogènes et à Archaeoglobus. Par ailleurs, 18 protéines présentes uniquement chez Thermococci, Archaeoglobus et les méthanogènes pourraient également suggérer que ces trois groupes partageraient un ancêtre commun distinct des autres archées ; il ne peut cependant pas être exclu que ces gènes aient circulé par transfert horizontal de gènes.
Les espèces du genre Archaeoglobus sont hyperthermophiles et se développent dans les sources hydrothermales sous-marines, les gisements pétroliers haute température et les sources chaudes. Ils sont capables de s'organiser en biofilm en réponse à stress environnemental tel qu'un pH ou une température extrême, des concentrations élevées en métaux, l'adjonction d'antibiotiques ou plus généralement de xénobiotiques, voire d'oxygène. Ces archées sont connues pour faciliter la corrosion du fer dans les systèmes d'exploitation du pétrole et du gaz naturel en produisant du sulfure de fer FeS2. Leurs biofilms peuvent cependant avoir des applications industrielles ou en recherche sous la forme de détoxification de matériaux contaminés par des métaux ou pour extraire des métaux sous une forme économiquement valorisable.